# Hydrologická prognóza
Hydrologická prognóza (předpověď) je vědecky opodstatněné stanovení vzniku nebo vývoje určitého hydrologického jevu na určitou dobu dopředu.
Předpověď má charakter buď jen upozornění na možnost výskytu jevu (dané třeba začátkem tání sněhu) nebo je kvantifikována, tzn. popisuje dynamiku změny hydrologické veličiny (průtok, vodní stav). Předpovídá se s určitým časovým předstihem, rostoucí časoprostorový interval snižuje úspěšnost prognózy. Předpovědi pracují se statistickými závislostmi, běžně v přírodě je jev daný spolukombinací jevů (na 1 nezávislé vícero závislých proměnných) – je třeba sestavit hierarchii a kauzalitám přisuzovat váhy (máme základní příčinu a příčiny od ní odvozené)

## Zákonitosti, jimiž se předpověď řídí
- Hydrometrické – vychází z parametrů říční sítě – na základě situace v horním úseku na profilu A (vodní stav, průtok) a znalosti chování říční sítě předpovídáme hydrometrické parametry v dolním profilu B
- Hydrometeorologické – základními podklady jsou meteorologická měření v terénu, získáváme soubor meteorologických prvků
- Hydrosynoptické – základem cirkulační faktory – postup frontálních systémů, modifikace orografií; řadí se dnes spíše do hydrometeorologie, používají se spíš k sezónním předpovědím

## Dělení předpovědí
Předpovědi dělíme do několika skupin. Dvě hlavní jsou: pravděpodobnostní – není stanoveno přesné datum výskytu jevu a ani k němu nemusí dojít (např. pravděpodobnost dosažení Q100 v určitém profilu) a pozitivní – vychází ze známé příčiny a kauzalita musí mít následek – jev určitě nastane, je to typická hydrologická předpověď (určeno místo, čas výskytu a hodnota jevu)
Podle časového horizontu předstihu jsou předpovědi:
- krátkodobé – na několik hodin až max. na 2 dny, svým předstihem nepřekračují postupovou dobu povodně v páteřním toku modelovaného povodí
- střednědobé (= sezónní) – už na delší dobu, zpravidla v době ohrožení suchem či při předpokládaném tání sněhu
- dlouhodobé – málo časté, předstih měsíční až roční, v našich středoevropských podmínkách prakticky nemají význam (oproti zemím s monzunem)

Předpovědi mohou být zaměřeny na předpovídanou veličinu – vodní stavy, průtoky, objemy povodňových vln apod.
Předpovědi extrémů
- sucha – bez větších problémů, postihnou je sezónní předpovědi, je možné se na ně včas připravit
- povodní – situace se mění každou hodinu, CPP (centrální prognózní pracoviště) vydává výstrahu na možný výskyt povodně max. na 2–3 dny dopředu, a to ještě prakticky není kvantifikovaná

## Vydavatelé předpovědí a distribuce informací
Předpovědi zpracovává ČHMÚ (RPP, CPP – skupina hydrologických předpovědí, vydávání výstrah
před nebezpečnými hydrologickými jevy) a výsledky přebírají podniky Povodí. Předpověď se upravuje pro potřeby hydrologických opatření a dále s ní pracují příslušné povodňové orgány vzhledem k povodňovým plánům a na různých úrovních.
Přenos informací je dán vyhláškami ministerstva životního prostředí, ministerstva zemědělství, zákonem o vodách č. 254/2001 Sb. (Hlásná a předpovědní povodňová služba).
Při rostoucích průtocích jsou informovány podniky Povodí a také integrovaný záchranný sbor (IZS) a povodňové komise povodňových orgánů na všech úrovních. Při mimořádně krizových situacích, kdy hrozí stav nouze či dokonce přírodní katastrofy, se schází bezpečnostní rada státu, které předsedá premiér; radě státu podléhají další výbory, např. výbor pro civilní nouzové opatření, který se zaměřuje na krizový management a má různé zástupce, z univerzit se zde podílí Masarykova univerzita a Jihočeská univerzita.

## Hydrologické modely
Do hydrologických modelů vstupují kombinace různých faktorů:
- celkový úhrn srážek
- dynamika intenzity a doba trvání srážek
- UPS (ukazatel předchozích srážek)
- popř. vodní hodnota sněhové pokrývky

a stálých fyzickogeografických charakteristik povodí:
- tvar povodí
- výškové poměry
- tvar říční sítě
- geologické podloží

### Srážkoodtokový model HYDROG
HYDROG je originální český software vyvinutý v roce 1991 profesorem Milošem Starým z VUT Brno. Software se používá na celém území České republiky (částečně i v povodí Vltavy), je využit i v rakouské části povodí Dyje. Jde o srážkovoodtokový distributivní model (tj. snaží se povodí co nejlépe popsat), který je určen k simulaci povodňových událostí, operativní předpovědi průtoků a operativnímu řízení odtoku vody z vodních děl v letním i zimním půlroce.
- Vstupní data: průtoky (síť vodoměrných stanic), srážky (kombinace srážkoměrných stanic a radarových odrazů), odtoky z nádrží, v zimě navíc teplota vzduchu a sněhová pokrývka
- Povodí je schematizováno: toky jsou segmentovány a vyhraňují dílčí mezipovodí, celé povodí se pak nahradí orientovaným grafem s navěšenými plochami (mezipovodí), hranami (úseky toků) a vrcholy (hydrologické uzly). Pro plochy jsou determinovány další parametry (sklon, drsnost, vodivost). Každá z těchto ploch má stejný rovnoměrně rozdělený úhrn srážek, ke stávající síti stanic se přidávají stanice fiktivní pro rovnoměrné rozmístění bodových měření).
- Při předpovědi srážek se využije model ALADIN – lokální numerický model, jehož výstupy jsou počítány dvakrát denně na 48 hodin dopředu po 6hodinových intervalech pro každou z 37 vymezených oblastí: teplota vzduchu, sumy srážek, pole větru a oblačnosti
- Předpověď manipulace na přehradách se vede podle předpokládané manipulace (ovšem s kontrolou, zda lze manipulační řád dodržet) s uvažováním hydraulických vlastností vody (dynamika odtoku dle výšky zvednutí výpustí a hladině vody v nádrži)
- Tání sněhu je řešeno kalibrovaným stupeň–den modelem
- Výsledné předpovědi odtoků HYDROGEM jsou tedy výsledkem kombinace vstupních parametrů: hodinové měření srážek, teploty vzduchu a průtoků, týdenní měření sněhu, předpovědi odtoků z nádrží a 6hodinových předpovědí srážek a teplot z modelu ALADIN
- Práce řídícího algoritmu: nejprve simulace chování systému v minulém období, začne se za setrvalých průtoků a v období beze srážek, simulace je ukončena v reálném čase a hydrolog může provést updating proměnných dle aktuálních měření a HYDROG může spočítat proměnné pro budoucí období.

Model je postižen celou řadou nejistot: v naměřených hodnotách v terénu, v předpovídaných veličinách ALADINem i v samotném HYDROGu